# MASK (TV-serie, 1985)
MASK var en animerad TV-serie regisserad av tre ej angivna japanska studior, KK C&D Asia, Studio World, Ashi Production, och producerad av franska-amerikanska DIC Enterprises, Inc (Jean Chalopin och Andy Heyward) och leksakerna såldes av Kenner.

## Historia
Totalt sändes 75 avsnitt under perioden 16 september 1985-26 november 1986 i syndikering. Precis som liknande TV-serier under 1980-talet, bland annat G.I. Joe: A Real American Hero och The Transformers fanns en styrka som kämpade för det goda, ledda av Matt Trakker, och förvandlingsrobotar används i kampen mot de onda och deras organisation VENOM (förkortning för Vicious Evil Network of Mayhem), som använde speciella masker.
Originalserien var fokuserad på fordon och karaktärer från 1985 års ursprungliga leksaker. Fler karaktärer tillkom, och en andra våg leksaker kom 1986. Handlingen ändrades under sista säsongen till ett racingtema, för att anpassas till den tredje vågen av leksaker. En större skillnad från första säsongen är att under den andra känner agenterna från VENOM till identiteterna hos de inom MASK, vilket inte var fallet under första säsongen. Den andra säsongen pågick bara i tio avsnitt. Handlingen skiljer sig även i de tecknade miniserierna som kom med leksakerna. I dem känner Miles Mayhem till Matt Trakkers identitet och har ursprungligen hjälpt till att starta MASK men förrådde dem. Detta är ganska identiskt med TV-seriens andra säsong.
Då andra säsongen var kort och hade racingtemat reducerades rollen för många av den första säsongens karaktärer och deras fordon.
I DC Comics serier samarbetar MASK med organisationen Peaceful Nations Alliance (PNA).
Det klargjordes aldrig exakt vad organisationen VENOM hade för slutmål, världsherravälde nämndes aldrig. I de tecknade serierna samarbetar de med en annan ond organisation, Contraworld. Liksom MASK och PNA. förklaras inte deras förhållande eller Contraworlds större mål.

## Svenska röster
- Staffan Hallerstam
- Gunnar Ernblad
- Per Sandborgh
- Peter Harryson
- Beatrice Järås
- Åsa Göransson

## Hemvideo
Hela serien släpptes på DVD i region 1 den 9 augusti 2011. Samma dag släpptes även en separat volym 1.
I Sverige släpptes enstaka avsnitt på VHS åren 1987-1989 av Trefa video.

### Fotnoter
1. ↑  ”MASK - The Complete Series” (på engelska). TV Shows on DVD. 9 augusti 2011. Arkiverad från originalet den 15 augusti 2016. https://web.archive.org/web/20160815222225/http://www.tvshowsondvd.com/releases/MASK-Complete-Series/11191. Läst 6 juni 2016.
2. ↑  ”TV Shows on DVD” (på engelska). MASK - Volume 1. 9 augusti 2011. Arkiverad från originalet den 28 juni 2011. https://web.archive.org/web/20110628203325/http://www.tvshowsondvd.com/releases/MASK-Volume-Release/11192. Läst 26 januari 2018.
3. ↑  ”MASK”. Svensk mediadatabas. http://smdb.kb.se/catalog/search?q=MASK+Trefa+typ%3Afilm-video&sort=OLDEST. Läst 6 juni 2016.